# Michael Langer
Michael Langer, född 6 januari 1985 i Bregenz, är en österrikisk fotbollsmålvakt som spelar för Schalke 04.

## Karriär
Den 21 juli 2016 presenterades Langer av IFK Norrköping, där han skrev på ett 1,5-årskontrakt.